# Leucochrysa (Nodita) championi
Leucochrysa (Nodita) championi is een insect uit de familie van de gaasvliegen (Chrysopidae), die tot de orde netvleugeligen (Neuroptera) behoort. 
Leucochrysa (Nodita) championi is voor het eerst wetenschappelijk beschreven door Navás in 1914.